# EciRGB
Der Farbraum eciRGB zählt zu den standardisierten RGB-Farbräumen. 
Er wird von der ECI (European Color Initiative) als Arbeitsfarbraum für die professionelle Bildbearbeitung empfohlen und deckt praktisch alle Druckverfahren sowie sämtliche verbreiteten Displaytechniken ab. Er erfüllt damit insbesondere die Ansprüche für eine farbrichtige Produktion im grafischen Gewerbe. Ein entsprechendes ICC-Profil für die Einbindung in Bildbearbeitungsprogrammen bzw. für die Kalibrierung des Monitors kann von der ECI-Website kostenlos bezogen werden.